# クレムシュニテ

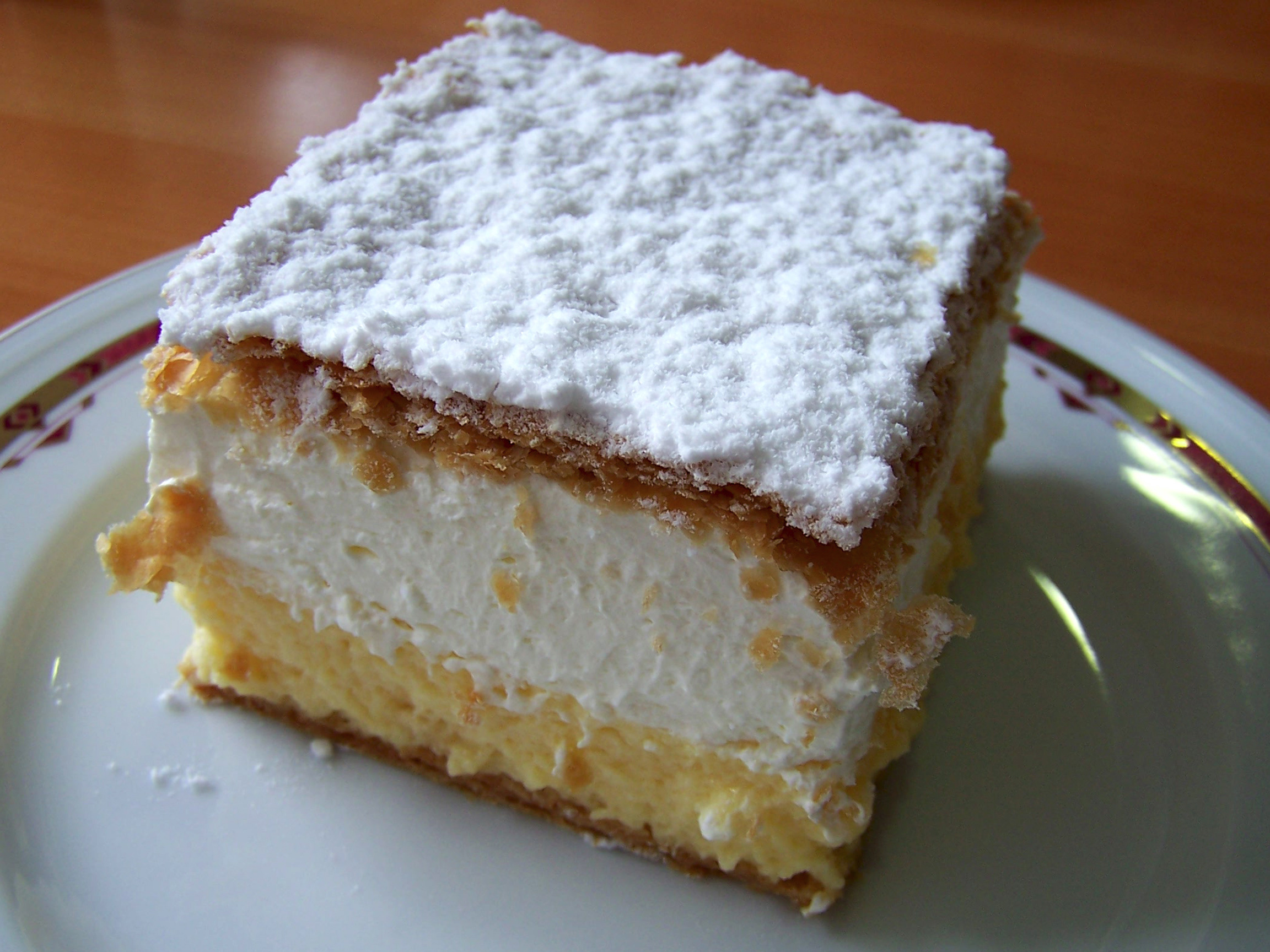
クレムシュニテ

クレムシュニテ（ドイツ語：Cremeschnitte、クロアチア語：Kremšnita クレームシュニッタ、スロベニア語：Kremna rezina クレムナ・レジーナ、スロバキア語：Krémeš　クレーメシュ）は、バニラとカスタードクリームをパイ生地で挟んだケーキ菓子。中央ヨーロッパ諸国でよく見られ、多くの地域差があるが、すべてに共通してパイ生地にカスタードクリームを挟んだ形式である。

## バリエーション
- サモボルスケ・クレムシュニテ（Samoborska kremšnita）：クロアチアの首都ザグレブの西、サモボルの名物菓子。カスタードと少な目のホイップクリームの上下をパイ生地で挟み、粉砂糖を上に仕上げたケーキ

- ザグレバチュカ・クレムシュニテ（Zagrebačka kremšnita）：ザグレブの名物菓子。クリームをパイ生地で挟むのは変らないが、チョコレートアイシングで上面を覆っているのが特徴である。

- ブレイスカ・クレムナ・レジーナ（blejska kremna rezina）：スロヴェニア北西部のブレッド湖の名物

## 語源
ドイツ語も同様に、そのまま"cream slice"（クリームの一切れ）から来ている。